# Bahamiola gregori
Bahamiola gregori är en tvåvingeart som beskrevs av Boris Borisovitsch Rohdendorf 1971. Bahamiola gregori ingår i släktet Bahamiola och familjen köttflugor.
Artens utbredningsområde är Kuba. Inga underarter finns listade i Catalogue of Life.